# Celebren, publiquen
Celebren, publiquen es un villancico escrito por el compositor novohispano Manuel de Sumaya, compuesto en el siglo XVIII. Su tema principal es la alabanza a la virgen María en el culto católico. Es reconocido como una de las mejores composiciones del autor, particularmente por su manejo del sonido policoral.: 29 

## Composición
El manuscrito original de la obra no señala ninguna fecha de composición. Aunque sólo hay una obra de Sumaya con fecha posterior a 1729 (Resuenen los clarines, 1738) se sabe que compuso obras aún después, pero es imposible hacer una cronología completa de sus obras, problema que quizá se pueda resolver con análisis de la progresión de su estilo. Algunos autores, sin embargo, han señalado que el estilo de Celebren, publiquen es "estilísticamente arcaico para una pieza escrita en las décadas de 1710 o 1720".: x 
El villancico está compuesto en un estilo barroco: 10  para 7 voces acompañadas por un clarín, tres violines y un bajo.: 9  Esto marca un hito en la historia de la música en la Nueva España/México, ya que nadie antes que él (en esa región) había especificado precisamente los instrumentos de acompañamiento de obras similares, dejando al gusto o posibilidades del intérprete dicha decisión.

## Letra
El villancico está compuesto por un estribillo y cuatro coplas que se cantan alternadamente. No se conoce el nombre del autor de la letra: 10  La rima del villancico es de tipo asonante, como se puede apreciar en los versos pares de las estrofas ("amable" y "triunfante", etc.) Cabe notar que en el manuscrito original, la tercera estrofa aparece incompleta sin el cuarto verso.: 10 
| Estribillo Celebren, publiquen, entonen y canten, celestes Amphiones, con métricos ayres, las dichas, las glorias, los gozos, las paces, con q'hoy a su Reyna la corte flamante recibe gloriosa admite gozosa y aplaude triunfante. Y al elevarle la Angélica milicia a dichas, a glorias a gozos, a paces cada cual reverente la espera deseoso en su classe por Pura, por Reyna, por Virgen, por Madre. I Las tres altas jerarquías, en fiel controversia amable, amorosos solicitan a la que sube triunfante. II Los Seraphines alegan q'en su coro ha de quedarse, pues si a ellos toca amar en amar es Mar de mares. III Cada querubín porfía su plenitud admirable que esta Ave de gracia llena ---------- IV Los Mercurios soberanos, del Cielo nuncios brillantes, exclaman que aquesta Aurora anunció al mundo las paces. |

## Grabaciones
- Chanticleer - Mexican Baroque[7][8]